# تیرآباد (میرجاوه)
تیرآباد روستایی در دهستان تمین بخش لادیز شهرستان میرجاوه استان سیستان و بلوچستان ایران است.
مردم این روستا از طایفه ریگی و تیره شنبه زهی میباشند . این روستا دارای اب قنات و برق و شبکه تلفن همراه میباشد . 
مردم این روستا از طریق دامداری و کشاورزی به امرار و معاش میپردازند . 

## جمعیت
بر پایه سرشماری عمومی نفوس و مسکن در سال ۱۳۹۵ جمعیت این مکان ۱۰۶ نفر (۳۰خانوار) بوده‌است.